# بانیو بیچ (کارولینای جنوبی)
بانیو بیچ (به انگلیسی: Bonneau Beach) یک منطقهٔ مسکونی در ایالات متحده آمریکا است که در شهرستان برکلی، کارولینای جنوبی واقع شده‌است. بانیو بیچ ۶٫۱۸۱ کیلومتر مربع مساحت و ۱٬۹۲۹ نفر جمعیت دارد و ۲۵ متر بالاتر از سطح دریا واقع شده‌است.